# Harry Bober
Pour les articles homonymes, voir Bober.
Harry Bober, né le 2 septembre 1915 à Brooklyn (New York) et mort le 17 juin 1988 à Manhattan (New York), est un historien de l'art, un professeur d'université et un écrivain américain.
Il est le premier professeur Avalon des sciences humaines à l'Université de New York (NYU). Il a écrit et édité plusieurs livres et publié de nombreux articles sur l'art, l'architecture et l'historiographie du Moyen Âge et du début de la Renaissance.

## Carrière
Harry Bober enseigne à l'Université Harvard de 1951 à 1954. En 1954, il retourne à New York, rejoignant la faculté de NYU.
Bober est professeur d'art médiéval à l'Institut des Beaux-Arts de la NYU (IFA / NYU) de 1954 jusqu'à sa mort en 1988.
Il enseigne également au Queens College, au Smith College et à l'Université Johns Hopkins.
En complément de sa carrière d'universitaire, il est l'un des membres fondateurs du conseil d'administration de la Fondation internationale pour la recherche sur l'art (IFAR),,.